# Ericydnus samadae
Ericydnus samadae är en stekelart som beskrevs av Svetlana N. Myartseva och Kharchenko 1988. Ericydnus samadae ingår i släktet Ericydnus och familjen sköldlussteklar.
Artens utbredningsområde är Azerbajdzjan. Inga underarter finns listade i Catalogue of Life.